# Estación de Puente Genil-Herrera
Estación de Puente Genil-Herrera vasútállomás Spanyolországban, Puente Genil településen. Része a spanyol nagysebességű vasúthálózatnak.

## Vasútvonalak
Az állomást az alábbi vasútvonalak érintik:
- Córdoba–Málaga nagysebességű vasútvonal

## Kapcsolódó állomások
A vasútállomáshoz az alábbi állomások vannak a legközelebb: